# Stenus fuscipes
Stenus fuscipes – gatunek chrząszcza z rodziny kusakowatych i podrodziny myśliczków (Steninae).
Gatunek ten został opisany w 1802 roku przez Johanna Gravenhorsta.
Chrząszcz o połyskującym ciele długości od 3,5 do 4 mm. Głowę jego charakteryzuje wypukły środek i niezbyt wyraźnie wklęśnięte boki czoła. Przedplecze jest nieco krótsze od pokryw, a podłużna bruzda na jego środku jest co najwyżej słabo zaznaczona i krótka. Początkowe tergity odwłoka mają po cztery krótkie, podłużne listewki po bokach części nasadowych. Krawędzie odwłoka są bardzo wąsko odgraniczone słabą bruzdą. Odnóża są ubarwione żółtoczerwono. Krótkie tylne stopy są niewiele dłuższe niż połowa goleni.
Owad palearktyczny, w Europie rozprzestrzeniony od Wysp Brytyjskich i północy Skandynawii po Francję na zachodzie oraz północ Włoch, Bośnię i Dalmację na południu. Na wschód sięga Syberii i wschodnich Indii. W Polsce odnotowany na nielicznych stanowiskach. Zasiedla tereny bagienne i pobrzeża wód, gdzie przebywa wśród mchów, szczątków roślinnych i pod napływkami.